# Leptopelis flavomaculatus
Leptopelis flavomaculatus (Günther, 1864) è una rana della famiglia Arthroleptidae.

## Distribuzione e habitat
La specie ha un ampio areale che si estende dall'Africa orientale all'Africa australe: Kenya, Tanzania (compresa Zanzibar), Zimbabwe, Malawi e Mozambico.